# Ricardo Sánchez Herrero
Ricardo Sánchez Herrero né le 4 décembre 1992 à Madrid, est un joueur de hockey sur gazon espagnol. Il évolue au poste de défenseur au Club de Campo et avec l'équipe nationale espagnole.

## Carrière

### Coupe du monde
- Premier tour : 2018[1]

### Championnat d'Europe
- : 2019[2]
- Top 8 : 2017, 2021[3]

### Jeux olympiques
- Top 8 : 2020